# Collegio uninominale Lombardia - 04 (2017)
Il collegio elettorale uninominale Lombardia - 04 è stato un collegio elettorale uninominale della Repubblica Italiana per l'elezione del Senato tra il 2017 ed il 2022.

## Territorio
Come previsto dalla legge elettorale italiana del 2017, il collegio era stato definito tramite decreto legislativo all'interno della circoscrizione Lombardia.
Era formato dal territorio di 60 comuni: Abbiategrasso, Albairate, Arconate, Arluno, Assago, Bareggio, Basiglio, Bernate Ticino, Besate, Binasco, Boffalora sopra Ticino, Bubbiano, Buccinasco, Buscate, Busto Garolfo, Calvignasco, Casarile, Casorezzo, Cassinetta di Lugagnano, Castano Primo, Cesano Boscone, Cisliano, Corbetta, Corsico, Cuggiono, Cusago, Dairago, Gaggiano, Gudo Visconti, Inveruno, Lacchiarella, Locate di Triulzi, Magenta, Magnago, Marcallo con Casone, Mesero, Morimondo, Motta Visconti, Nosate, Noviglio, Opera, Ossona, Ozzero, Pieve Emanuele, Robecchetto con Induno, Robecco sul Naviglio, Rosate, Rozzano, San Giuliano Milanese, Santo Stefano Ticino, Sedriano, Trezzano sul Naviglio, Turbigo, Vanzaghello, Vermezzo, Vernate, Villa Cortese, Vittuone, Zelo Surrigone, Zibido San Giacomo.
Il collegio era parte del collegio plurinominale Lombardia - 04.

## Eletti
| Elezione | Elezione | Senatore         | Partito           |
| -------- | -------- | ---------------- | ----------------- |
|          | 2018     | Ignazio La Russa | Fratelli d'Italia |

## Dati elettorali

### XVIII legislatura
Come previsto dalla legge elettorale, 116 senatori erano eletti con sistema a maggioranza relativa in altrettanti collegi uninominali a turno unico.
| Candidati              | Candidati                  | Voti    | %     | Liste                           | Voti    | %     |
| ---------------------- | -------------------------- | ------- | ----- | ------------------------------- | ------- | ----- |
|                        | Ignazio La Russa ✔️ Eletto | 137 793 | 44,52 | Lega                            | 79 321  | 25,63 |
| Forza Italia           | Ignazio La Russa ✔️ Eletto | 137 793 | 44,52 | 42 525                          | 13,74   |       |
| Fratelli d'Italia      | Ignazio La Russa ✔️ Eletto | 137 793 | 44,52 | 12 790                          | 4,13    |       |
| Noi con l'Italia - UDC | Ignazio La Russa ✔️ Eletto | 137 793 | 44,52 | 3 157                           | 1,02    |       |
|                        | Daniele Pesco              | 81 400  | 26,30 | Movimento 5 Stelle              | 81 400  | 26,30 |
|                        | Michela Fiorentini         | 72 534  | 23,44 | Partito Democratico             | 62 172  | 20,09 |
| +Europa                | Michela Fiorentini         | 72 534  | 23,44 | 7 999                           | 2,58    |       |
| Italia Europa Insieme  | Michela Fiorentini         | 72 534  | 23,44 | 1 367                           | 0,44    |       |
| Civica Popolare        | Michela Fiorentini         | 72 534  | 23,44 | 996                             | 0,32    |       |
|                        | Eleonora Cimbro            | 8 042   | 2,60  | Liberi e Uguali                 | 8 042   | 2,60  |
|                        | Massimo Trefiletti         | 2 907   | 0,94  | CasaPound                       | 2 907   | 0,94  |
|                        | Patrizia Menapace          | 2 698   | 0,87  | Potere al Popolo!               | 2 698   | 0,87  |
|                        | Virginia Verga             | 1 926   | 0,62  | Italia agli Italiani            | 1 926   | 0,62  |
|                        | Pasquale Mazzone           | 1 365   | 0,44  | Il Popolo della Famiglia        | 1 365   | 0,44  |
|                        | Ornella Beggio             | 554     | 0,18  | Per una Sinistra Rivoluzionaria | 554     | 0,18  |
|                        | Ferdinando Galluzzi        | 291     | 0,09  | PRI - ALA                       | 291     | 0,09  |
| Totale                 | Totale                     | 309 510 | 100   |                                 | 309 510 | 100   |
|                        |                            |         |       |                                 |         |       |
| Voti non validi        | Voti non validi            | 8 786   | 2,76  |                                 |         |       |
| Votanti                | Votanti                    | 318 296 | 76,79 |                                 |         |       |
| Elettori               | Elettori                   | 414 487 |       |                                 |         |       |